# Atención Señoras
Atención Señoras (en España) o Un soltero en París (para México) (Ladies should listen, 1934) es una película de comedia romántica estadounidense dirigida por Frank Tuttle, protagonizada por Cary Grant y Frances Drake, y coprotagonizada por Edward Everett Horton, George Barbier, Nydia Westman y Charles Ray. El guion de Claude Binyon, Frank Butler y Guy Bolton. Se basó en la obra de teatro homónima de 1933, del propio Bolton, adaptada a su vez de la obra Le demoiselle de Passy (1927), de Alfred Savoir.

## Argumento
Julian de Lussac (Cary Grant), un destacado miembro de la alta sociedad parisina, regresa de Sudamérica con un valioso contrato de concesión de salitre en Chile. A su regreso, comienza a ser cortejado por tres mujeres: Marguerite Cintos (Rosita Moreno), esposa del ladrón Ramón Cintos (Rafael Corio), quien lo siguió hasta París con la intención de robarle el contrato; Susi Flamberg (Nydia Westman), hija del millonario Joseph Flamberg (George Barbier); y Anna Mirelle (Frances Drake), telefonista del edificio donde vive.
Bajo la manipulación de Ramón y su esposa, Julián se deja seducir y se enamora perdidamente de ella. Sin embargo, cuando Marguerite decide despedirse de él, Julian, desesperado, amenaza con suicidarse. Decidida a salvarlo y exponer a los delincuentes, Anna Mirelle, que ha estado escuchando todas las conversaciones telefónicas de Julian y Marguerite, idea un astuto plan para intervenir antes de que sea demasiado tarde y tal vez incluso encontrar el amor en el camino.

## Reparto
| Actor/Actriz          | Personaje                    |
| --------------------- | ---------------------------- |
| Cary Grant            | Julian De Lussac             |
| Frances Drake         | Anna Mirelle                 |
| Edward Everett Horton | Paul Vernet                  |
| Nydia Westman         | Susie Flamberg               |
| Rafael Corio          | Ramon Cintos                 |
| Rosita Moreno         | Marguerite Cintos            |
| George Barbier        | Joseph Flamberg              |
| Charles Ray           | Henri - Portero del edificio |
| Charles Arnt          | Alber                        |
| Ann Sheridan          | Adele                        |
| Henrietta Burnside    | Operadora telefónica         |
| Joseph North          | Mayordomo                    |